# Casimiro Moreda
Casimiro Moreda García Tizón es un ex ciclista profesional español. Nació en Aranjuez (Comunidad de Madrid) el 29 de octubre de 1962. Fue profesional entre 1985 y 1992 ininterrumpidamente.

## Palmarés
1988
- 1 etapa de la Vuelta a Murcia
- 1 etapa de la Vuelta a Cantabria

1989
- Trofeo Masferrer
- 1 etapa de la Vuelta al País Vasco
- 1 etapa del Midi Libre
- 3.º en el Campeonato de España en Ruta

## Equipos
- Zor-BH Sport (1986)
- BH Sport (1987)
- CLAS-Cajastur (1988-1991)
- Puertas Mavisa (1992)